# L'Imprécateur
Pour l'adaptation cinématographique, voir L'Imprécateur (film).
L'Imprécateur est un roman français de René-Victor Pilhes publié pour la première fois le 1er septembre 1974 et ayant reçu le prix Femina la même année.
Le roman est en lice pour le prix Goncourt jusqu'au sixième tour de scrutin (cinq voix à cinq au cinquième tour) contre La Dentellière de Pascal Lainé. Il obtient finalement le prix Femina.
Le livre a été adapté au cinéma par Jean-Louis Bertuccelli et René-Victor Pilhes a participé à l'écriture du scénario.  Le film, qui met notamment en vedette Jean Yanne et Michel Piccoli, sort en 1977.

## Résumé
René-Victor Pilhes (le narrateur porte le nom de l'auteur) est directeur des Relations Humaines de la filiale française de Rosserys & Mitchell, la plus grande entreprise de l'histoire du monde, multinationale consacrée à la fabrication d'engins agricoles. Il relate d'étranges événements qui s'y déroulent, en particulier les courriers d'un mystérieux imprécateur, dont les diatribes distribuées à l'ensemble des employés visent les dirigeants de l'entreprise et les fondements du capitalisme contemporain. Le trouble est semé dans l'entreprise dont les fondations, sous le sol de Paris, se fissurent de manière inquiétante, menaçant l'ensemble du siège d'effondrement.

## Anecdote
Selon Pierre Mazataud, professeur de géographie à Toulouse, René-Victor Pilhes, aurait lu avec beaucoup « de plaisir » French ordinateurs, le roman industriel racontant en mode très parisien et presque en temps réel, la saga du Plan Calcul, qui se déroulait au même moment, car avec ces livres on « se préparait à vivre comme aux États-Unis ».

## Éditions
- Éditions du Seuil, 1974
- coll. « Points », 1980